# Еспен Б'єрнстад
Еспен Далгауґ Б'єрнстад  — норвезький лижний двоборець, олімпійський чемпіон, дворазовий чемпіон світу. 
Дві золоті медалі світових першостей Б'єрнстад виборов у складі норвезької збірної в змаганнях на нормальному трампліні + естафета 4х5 км. Сталося це на чемпіонатах світу 2019 та 2021 років, що проходили в австрійському Зефельді та німецькому Оберстдорфі, відповідно.